# Walter Schlegel
Walter Schlegel (* 15. Mai 1941) ist ein österreichischer Denkmalpfleger.

## Leben
Von 1974 bis 2003 war Walter Schlegel für das Bundesdenkmalamt Landeskonservator im Bundesland Salzburg.

## Schriften
- mit Friederike Zaisberger: Pongau, Pinzgau, Lungau (= Burgen und Schlösser in Salzburg. Bd. 1). Birken-Verlag, Wien 1978, ISBN 3-85030-037-4.
- Festung Hohensalzburg. Ein Führer durch Bauwerk, Geschichte und Kunst. Fotos von Oskar Anrather. Müller, Salzburg 1983, ISBN 3-7013-0651-6.
- mit anderen: Dehio Salzburg 1986.
- mit Friederike Zaisberger: Flachgau und Tennengau (= Burgen und Schlösser in Salzburg. Bd. 2). Birken-Verlag, Wien 1992, ISBN 3-85326-957-5.
- Wie Salzburg zu seinem Gesicht kam. Die Baugeschichte der Altstadt von Salzburg in historischen Steckbildern (= Schriftenreihe des Archivs der Stadt Salzburg. Bd. 19). Mit CD-ROM als Beilage. Stadt Salzburg, Salzburg 2004, ISBN 3-900213-00-3.